# Сандерсон, Тереза
Тереза Сандерсон (англ. Theresa Ione «Tessa» Sanderson(-White); род. 14 марта 1956, Сент-Элизабет, Корнуолл) — британская легкоатлетка (метание копья), призёр чемпионата Европы, чемпионка и призёр розыгрышей Кубков Европы и мира, чемпионка летних Олимпийских игр 1984 года в Лос-Анджелесе, участница шести Олимпиад.

## Карьера
На летних Олимпийских играх 1976 года в Мельбурне Сандерсон метнула копьё на 57,00 м. С этим результатом она заняла 10-е место. На следующей летней Олимпиаде 1980 года в Москве на предварительной стадии показала результат 48,76 м и выбыла из борьбы за медали. Летняя Олимпиада в Лос-Анджелесе стала для Сандерсон самой успешной в её карьере. Она метнула копьё на 69,56 м и стала олимпийской чемпионкой, опередив финскую спортсменку Тиину Лиллак (69,00 м) и свою соотечественницу Фатиму Уитбред (67,14 м). На следующей Олимпиаде 1988 года в Сеуле Сандерсон выбыла из борьбы на предварительной стадии с результатом 56,70 м. В 1992 году в Барселоне она заняла 4-е место (63,58 с). На последней для себя Олимпиаде в Атланте Сандерсон в лучшей своей попытке совершила бросок на 58,86 м и не смогла пробиться в финал.
По состоянию на 2012 года, Сандерсон, наряду с фехтовальщиком Биллом Хоскинсом и лучницей Элисон Уильямсон, является рекордсменкой Великобритании по числу Олимпиад, в которых она приняла участие.
Сандерсон является супругой британского дзюдоиста Дензина Уайта.